# ريس ريتشي
ريس ريتشي (بالإنجليزية: Reece Ritchie)‏ هو ممثل بريطاني، ولد في 23 يوليو 1986 في المملكة المتحدة.

## أعمال

### أفلام
- (2008) 10000 ق م[4][5]
- (2009) العظام المحبوبة[6][7]
- (2009) الفرز
- (2010) رمال الزمن
- (2014) هرقل[8][9][10]
- (2014) راقص الصحراء (فيلم).[11]

## وصلات خارجية
- ريس ريتشي على موقع IMDb (الإنجليزية)
- ريس ريتشي على موقع قاعدة بيانات الأفلام العربية
- ريس ريتشي على موقع ألو سيني (الفرنسية)
- ريس ريتشي على موقع أول موفي (الإنجليزية)
- ريس ريتشي على موقع قاعدة بيانات الأفلام السويدية (السويدية)
- ريس ريتشي على موقع قاعدة بيانات الفيلم (الإنجليزية)
- ريس ريتشي على موقع كينوبويسك (الروسية)